# Claude Rollet
Claude Rollet, de son vrai nom complet Claude-Noël, Marie-Joseph, Pierre, Paul, Marcel Rollet de Leiris, né le 5 août 1938 à Paris 19e, est un acteur, scénariste et dialoguiste français.

## Théâtre
- 1964 : Les Cavaleurs de Gaby Bruyère, mise en scène Christian-Gérard, théâtre de la Potinière
- 1967 : Baby Hamilton de Maurice Braddell et Anita Hart, mise en scène Christian-Gérard, théâtre de la Porte-Saint-Martin
- 1973 : Crime impossible de Michel Arnaud, mise en scène Jean-Paul Cisife, théâtre de la Renaissance
- 2003 : Et comme ça tu peux, avec Christine Aurel, Maison des auteurs et tournées

## Filmographie

### Cinéma
- 1958 : Le Petit Prof de Carlo Rim : un ami de classe de Darry Cowl
- 1958 :  Premier mai de Luis Saslavsky : Un jeune au bistrot
- 1961 : Paris Blues de Martin Ritt : un client
- 1961 : Adorable Menteuse de Michel Deville : l'ami de Juliette et Sophie
- 1962 : Le Roi des montagnes de Willy Rozier : Casimir Dupont
- 1964 : Moi et les hommes de quarante ans de Jack Pinoteau : Édouard Dumourier
- 1968 : Faut pas prendre les enfants du bon Dieu pour des canards sauvages de Michel Audiard : Tiburce
- 1969 : La Honte de la famille de Richard Balducci : Bruno Maspie
- 1970 : Le Cri du cormoran le soir au-dessus des jonques de Michel Audiard : le commis de Gégène
- 1970 : Sapho ou la Fureur d'aimer de Georges Farrel : Marc Ferrière
- 1972 : Elle cause plus... elle flingue de Michel Audiard
- 1975 : Soldat Duroc, ça va être ta fête de Michel Gérard : l'ordonnance de Frohmann
- 1977 : L'Horoscope de Jean Girault : Vincent Vallier
- 1992 : Les Mille et Une Farces de Pif et Hercule de Bruno Desraisses et Charles de Latour (Animation) : Pif (voix). A participé au scénario et aux dialogues.

### Télévision
- 1960 : Un beau dimanche de septembre de Marcel Cravenne : Robert
- 1961 : Le Temps des copains, feuilleton télévisé de Robert Guez : Jean Delabre
- 1962 : L'inspecteur Leclerc enquête de Marcel Bluwal, épisode : l'Affaire Larive
- 1967 : Allô Police de Robert Guez, épisode : l'Évadé
- 1967 : Au théâtre ce soir : Des enfants de cœur de François Campaux, mise en scène Christian-Gérard, réalisation Pierre Sabbagh, théâtre Marigny
- 1968 : Au théâtre ce soir : Baby Hamilton de Maurice Braddell et Anita Hart, mise en scène Christian-Gérard, réalisation Pierre Sabbagh, théâtre Marigny
- 1969 : Au théâtre ce soir : Service de nuit de Muriel Box et  Sydney Box, mise en scène Jacques Mauclair, réalisation Pierre Sabbagh, théâtre Marigny
- 1970 : Un mystère par jour (série télévisée) : Treize lingots et une pendule de Guy Jorre : l'inspecteur de police
- 1972 : Au théâtre ce soir : Faites-moi confiance de Michel Duran, mise en scène Alfred Pasquali, réalisation Pierre Sabbagh, théâtre Marigny
- 1972 : Au théâtre ce soir : Une femme libre d'Armand Salacrou, mise en scène Jacques Mauclair, réalisation Pierre Sabbagh, théâtre Marigny
- 1973 : Au théâtre ce soir : D'après nature ou presque de Michel Arnaud, mise en scène Jean-Paul Cisife, réalisation Georges Folgoas, théâtre Marigny
- 1973 : Au théâtre ce soir : Pétrus de Marcel Achard, mise en scène Jean Le Poulain, réalisation Georges Folgoas, théâtre Marigny
- 1973 : Molière pour rire et pour pleurer de Marcel Camus, (Feuilleton TV)
- 1974 : Un curé de choc (26 épisodes de 13 minutes) de Philippe Arnal
- 1974 : La Folie des bêtes, feuilleton télévisé de Fernand Marzelle
- 1976 : Au théâtre ce soir : Le monsieur qui a perdu ses clés de Michel Perrin, mise en scène Robert Manuel, réalisation Pierre Sabbagh, théâtre Édouard VII
- 1981 : Au théâtre ce soir : Les Pas perdus de Pierre Gascar, mise en scène Jacques Mauclair, réalisation Pierre Sabbagh, théâtre Marigny

## Doublage

### Cinéma

#### Films
- Bronson Pinchot dans :
  - Le Kid de la plage : Alfred Schultz
  - Le Flic de Beverly Hills 3 : Serge
- John Heard dans :
  - Maman, j'ai raté l'avion : Peter McCallister
  - Maman, j'ai encore raté l'avion : Peter McCallister
- 1935[2] : Les 39 Marches : un voyageur de commerce (Gus McNaughton)
- 1959[3] : La Chevauchée de la vengeance : Sam Boone (Pernell Roberts)
- 1960[4] : Comanche Station : Frank (Skip Homeier)
- 1968 : Skidoo : Angie (Frankie Avalon)
- 1970[5] : WUSA : un invité de Bingamon[Qui ?]
- 1976 : Embryo : Collier (Vincent Baggetta)
- 1977 : Bande de flics : Francis Tanaguchi (Clyde Kusatsu)
- 1979 : Le Putsch des mercenaires : Larry Prescott (Sven-Bertil Taube)
- 1980 : Y a-t-il un pilote dans l'avion ? : Steve McCroskey (Lloyd Bridges)
- 1981 : Le Solitaire : l'avocat d'Okla[Qui ?]
- 1981 : S.O.B. : Gary Murdock (Stuart Margolin)
- 1982 : Où est passée mon idole ? : King Kaiser (Joseph Bologna)
- 1983 : Un fauteuil pour deux : Louis Winthorpe III (Dan Aykroyd)
- 1984 : Gremlins : voix de Rockin 'Ricky' Rialto (Don Steele)
- 1984 : Les Muppets à Manhattan : Gonzo bébé (voix)
- 1986 : Paiement cash : le dealer (Blackie Dammett)
- 1987 : Cheeseburger film sandwich : Blackie (Robert Colbert) dans Amazon Women on the Moon / Rip Taylor dans Roast Your Loved One
- 1988 : Les Feux de la nuit : Walter Tyler (Russell Horton)
- 1989 : Warlock : le pasteur (David Carpenter)
- 1989 : Society : Dr. Cleveland (Ben Slack)
- 1992 : Fais comme chez toi ! : le révérend Lipton (Christopher Lang)
- 1996 : Le Professeur foldingue : Jason (John Ales)

#### Films d'animation
- 1951[3] : Alice au pays des merveilles : le lièvre de Mars
- 1974 : Dunderklumpen : Pyjapois

### Télévision

#### Téléfilms
- 1971[6] : Duel : le client du café (Gene Dynarski)
- 1978 : Du feu dans le ciel : Stan Webster (Merlin Olsen)

#### Séries télévisées
- Frank Collison dans :
  - Docteur Quinn, femme médecin : Horace Bing
  - Monk : Warrick Tennyson
- Columbo : Meurtre au champagne : Otto (Peter Schreiner)
- Columbo : Columbo mène la danse : Linwood Coben (Douglas Roberts)

#### Séries d'animation
- La Bataille des planètes : Allumette
- American Dad! (depuis 2005) : voix additionnelles